# Tynda
Tynda (rusky Тында) je město v Amurské oblasti Ruské federace. Město je významným železničním uzlem a leží na 2 348. kilometru Bajkalsko-amurské magistrály a jejím křížením s Amursko-jakutskou magistrálou. Má přibližně 28 tisíc obyvatel. Městem protéká stejnojmenná řeka.

## Historie
Město leží poblíž místa, kde v 50. letech 19. století nalezl báňský inženýr Pavel P. Anosov zlato v říčních nánosech. Začátkem 20. století zde byla administrativně založena osada Tyndinskij, ovšem ještě v roce 1916 nebyla vedena jako osídlená. První osídlení je zaznamenáno z roku 1917, kdy zde byl přestupný bod zlatokopů. V roce 1924 zde žilo 180 obyvatel.
Význam sídla vzrostl se zahájením výstavby Bajkalsko-amurské magistrály v třicátých letech. V roce 1937 dorazil do města první vlak. Podle plánů měla být Tynda povýšena na město v roce 1943, ale v důsledku druhé světové války byla železnice demontována. Rozvoj byl na několik desetiletí zastaven.
Obnovení výstavby Bajkalsko-amurské magistrály v sedmdesátých letech přineslo bouřlivý rozvoj. Počet obyvatel se zmnohonásobil a spolu s povýšením na město v roce 1975 byl název změněn na Tynda. V osmdesátých letech začal rozvoj průmyslu, který neměl vazbu na železnici (především potravinářské závody), ale jejich koncem na město dopadla krize způsobená nefunkčností magistrály. Objem přepravy desetinásobně poklesl a mnohé projekty byly zastaveny, např. zůstala rozestavěna továrna na obuv. Přesto město nadále rostlo a odhaduje se, že zde v roce 1991 žilo 65 tis. obyvatel.
V devadesátých letech se ve městě snížil počet pracovních příležitostí a nastal odliv obyvatel, takže při sčítání lidu v roce 2002 jich zde žilo jen 40 tisíc. Od té doby se počet obyvatelstva stabilizuje a dochází k zlepšování městské infrastruktury.

## Geografie
Město leží na řece Tyndě v povodí Amuru. Je zasazeno v tajze, kde rostou především jehličnany a z listnáčů jíva, bříza, topol, jeřáb, střemcha.
Klima je silně kontinentální – v lednu je průměrná teplota -28,0 °C, v červenci 17,3 °C, celoroční -4,3 °C. Průměrný roční úhrn srážek je 399,4 mm s maximem v létě. Meteorologicky je zde nejdelší zima, která trvá od 14. října do 11. dubna. Ostatní období trvají každé zhruba dva měsíce (jaro do 16. června, léto do 26. srpna a podzim do 14. října).

## Obyvatelstvo
Vývoj počtu obyvatel udává následující graf.

## Hospodářství

### Průmysl
Místní průmysl je úzce spjat s dopravou. Největší obrat (10 mld. rublů) má stavební společnost Bamstrojmechanizacija (rusky Бамстроймеханизация), která se specializuje na výstavbu silnic a železnic. K významným podnikům patří Mostostroj - 10 (rusky Мостострой - 10), který staví mosty a vlečky, a závody Dálněvýchodní železnice. Z ostatních odvětví je to dřevařský podnik LPK Tynda-les (rusky ЛПК Тында-лес), největší dřevařský podnik v Rusku.
Potravinářské závody, postavené za socialismu, byly pro nedostatek místních zdrojů uzavřeny.

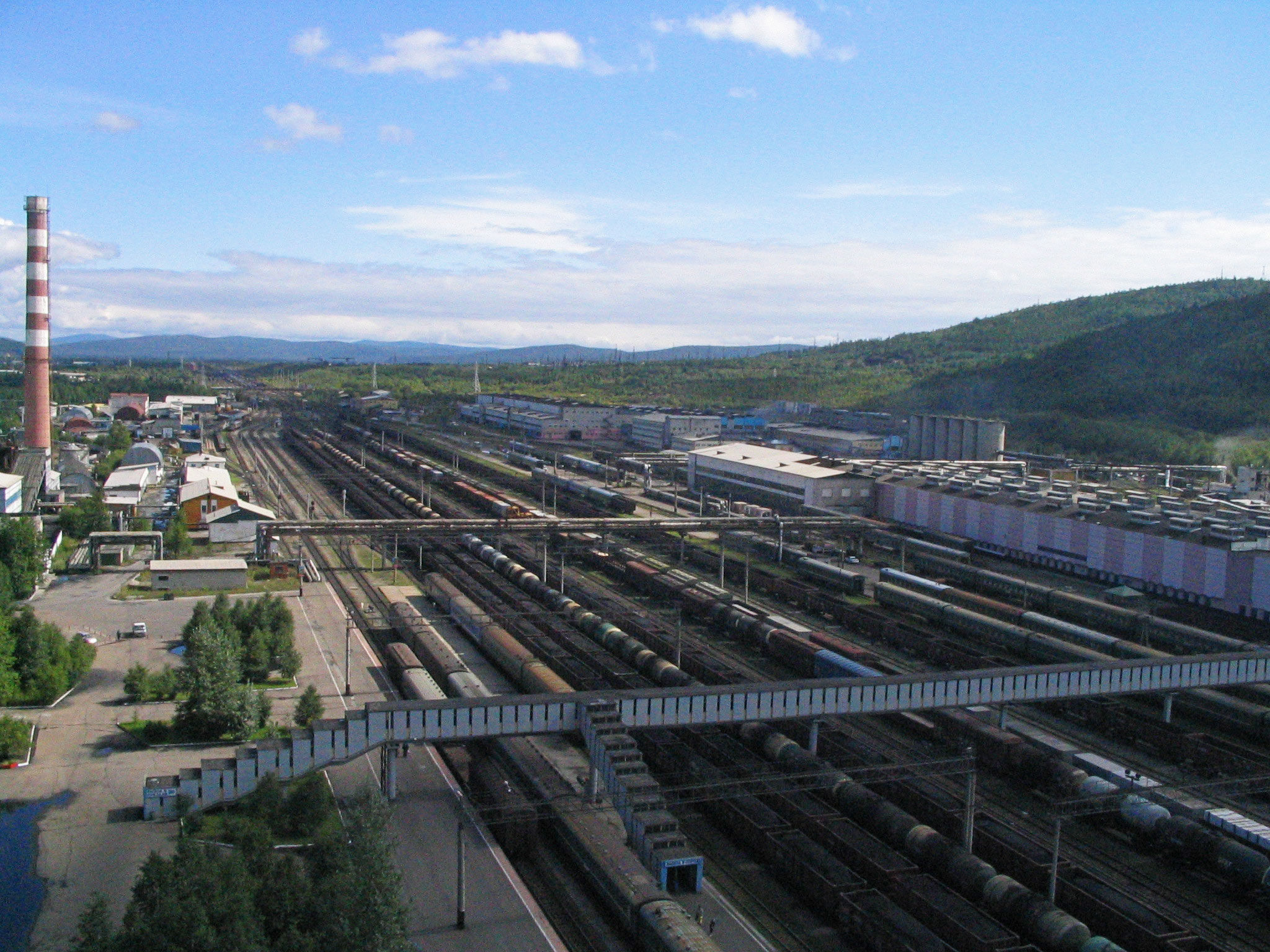
Kolejiště stanice Tynda

### Doprava
Město je významným dopravním uzlem. Kříží se zde Bajkalsko-amurská magistrála s Amursko-jakutskou magistrálou a městem prochází federální silnice M56. Nádraží má zásadní význam a je zde rozsáhlé železniční depo.
Hromadná doprava ve městě se provozuje autobusy.

### Spoje
Město má pevné telefonní propojení s ruskou předvolbou 41656 a je pokryto sítí tří mobilních operátorů.

## Školství
Ve městě jsou čtyři základní školy, gymnázium a střední průmyslová škola železniční dopravy. Jsou zde pobočky vysokých škol, především Dálněvýchodní státní univerzity dopravních cest (rusky Дальневосточный государственный университет путей сообщения).

## Sport
Ve městě je několik sportovních klubů:
- Avangard – lední hokej
- Lokomotiv – basketbal, lehká atletika, stolní tenis, těžká atletika, především volný styl.
- Olimp – plavání, fotbal, stolní tenis, basketbal, volejbal, tenis.

U města se nachází jediná sjezdová trať v širokém okolí.

## Partnerská města
- Wenatchee, USA